# Alberto Fernández
Alberto Ángel Fernández (n. 2 aprilie 1959, Buenos Aires, Argentina) este un politician, avocat și profesor argentinian, care a ocupat funcția de Președinte al Argentinei din 2019 până în 2023.
Născut la Buenos Aires, Fernández a urmat cursurile Universității din Buenos Aires, unde a obținut diploma de drept la vârsta de 24 de ani, iar mai târziu a devenit profesor de drept penal. A intrat în serviciul public drept consilier al Consiliului Deliberativ din Buenos Aires și al Camerei Deputaților din Argentina. În 2003, a fost numit șef al cabinetului de miniștri, ocupând funcția pe tot parcursul președinției lui Néstor Kirchner și în primele luni ale președinției Cristinei Fernández de Kirchner.
Membru al partidului peronist de centru-stânga Partido Justicialista, Fernández a fost candidatul partidului la alegerile prezidențiale din 2019, învingându-l pe președintele în exercițiu Mauricio Macri, cu 48% din voturi. Și-a început președinția cu câteva luni înainte de pandemia de COVID-19 din Argentina.
În politica externă, în primele luni ale președinției sale, Fernández a constatat o creștere a tensiunii dintre Argentina și Brazilia din cauza rivalității retorice politice cu președintele brazilian Jair Bolsonaro. El a pus la îndoială concluziile Organizației Statelor Americane conform cărora realegerea lui Evo Morales a fost neconstituțională din cauza fraudei electorale.